# Storia dell'Eintracht Francoforte
Questa pagina tratta la storia del storia dell'Eintracht Francoforte.
Fondato nel 1899, a livello nazionale il club ha vinto un campionato tedesco (nel 1958-1959) e cinque Coppe di Germania, mentre a livello internazionale si è aggiudicato due Coppe UEFA/Europa League, nel 1979-1980 e nel 2021-2022 ed è giunto in finale di Coppa dei Campioni nel 1959-1960, quando fu sconfitto dal Real Madrid.

## Dalle origini alla seconda guerra mondiale

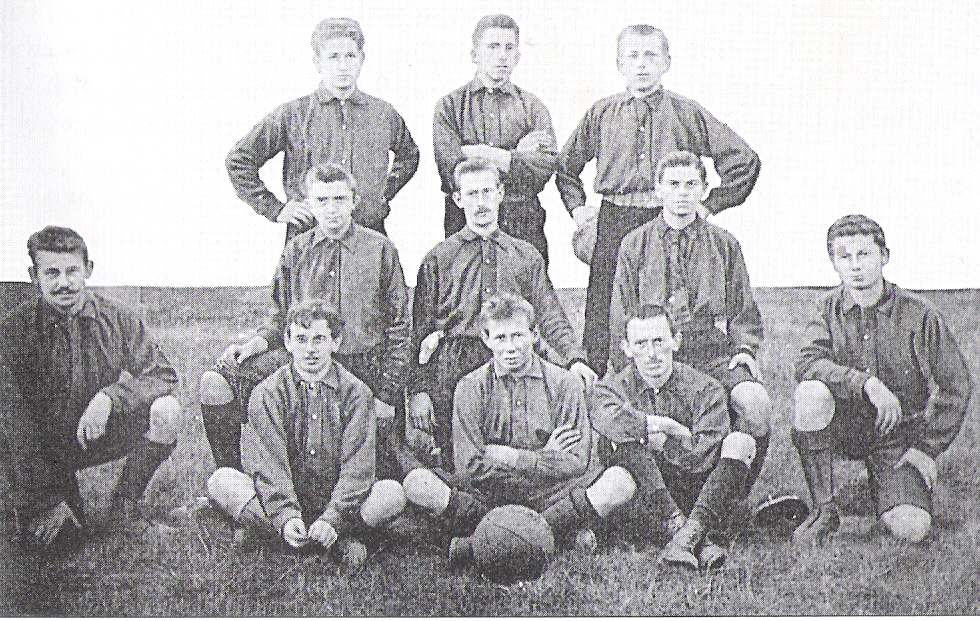
La prima squadra del Frankfurter Fußball-Club Victoria nel 1899

Le origini del club risalgono al 1899, quando vengono fondati il Frankfurter Fußball-Club Viktoria von 1899, considerato l'originaria squadra di calcio nella storia del club, e il Frankfurter Fußball-Club Kickers von 1899. Queste due squadre si uniscono nel maggio 1911 per dare vita al Frankfurter FV (Kickers-Viktoria), che nel 1920 si unisce a sua volta al club di ginnastica Frankfurter Turngemeinde von 1861 per formare il TuS Eintracht Frankfurt von 1861. Le due squadre si separarono nuovamente nel 1927, dando vita al Turngemeinde Eintracht Frankfurt von 1861 e allo Sportgemeinde Eintracht Frankfurt (FFV) von 1899.
Prima della nascita della Bundesliga il campionato tedesco è composto da vari tornei locali e regionali, che selezionano le squadre partecipanti alla fase nazionale ad eliminazione. Dalla fine degli anni venti l'Eintracht accede varie volte alla fase nazionale, dove, però, non fa mai molta strada. Solo nell'edizione 1931-1932, trascinato anche dai gol del capocannoniere Karl Ehmer, giunge alla finale, dove viene battuto per 2-0 dal Bayern Monaco.
Nel 1933 la Germania nazista riorganizza il calcio tedesco: vengono create sedici Gauligen e l'Eintracht viene inserito nella Gauliga Südwest. Qui i rossoneri finiscono quasi sempre nella prima metà della classifica e arrivano a vincere il campionato nel 1938. Si qualificano in questa occasione al campionato nazionale, ma si fermano alle fasi eliminatorie.

## Dal dopoguerra alla Bundesliga

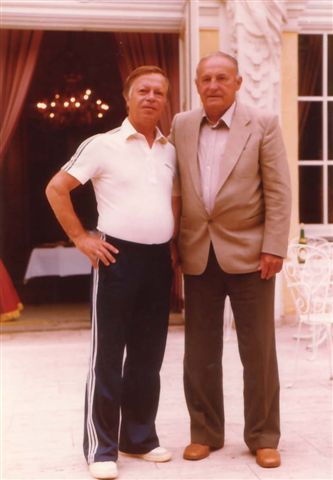
Paul Oßwald (a destra), allenatore vincitore del campionato tedesco dal 1959

Dopo la seconda guerra mondiale il formato del campionato non cambia di molto, con l'Eintracht inserito nell'Oberliga Süd. I rossoneri vincono questo torneo una prima volta nel 1953 e si piazzano secondi l'anno successivo; in questi due anni la squadra partecipa al campionato nazionale, ma senza troppa fortuna. Nell'estate del 1954 si disputa il campionato mondiale di calcio, vinto dalla nazionale tedesca occidentale a cui appartiene anche Alfred Pfaff, che dal 1949 al 1961 veste la maglia dell'Eintracht. I rossoneri vincono nuovamente l'Oberliga nel 1959 e a questa vittoria segue il titolo tedesco, ottenuto sconfiggendo in finale il Kickers Offenbach per 5-3.
Dopo la vittoria del campionato, i tedeschi partecipano alla Coppa dei Campioni 1959-1960; arrivati in semifinale, sconfiggono per 12-4 i Rangers nel doppio confronto e accedono così alla finale del 18 maggio 1960 a Glasgow, davanti a 127 621 spettatori. La partita vede opposti ai rossoneri i vincitori di tutte le quattro edizioni precedenti del torneo, gli spagnoli del Real Madrid. La compagine di Francoforte, che può contare sul trio d'attacco formato da Richard Kreß, Dieter Lindner e Erwin Stein, si porta in vantaggio con Kreß, ma successivamente subisce due gol di Alfredo Di Stéfano e quattro di Ferenc Puskás. Alla fine l'incontro finisce 7-3 per i madrileni: segna, infatti, un altro gol Di Stéfano, mentre per i tedeschi va due volte a segno Stein. È la finale con più reti della manifestazione.

## L'esperienza in Bundesliga

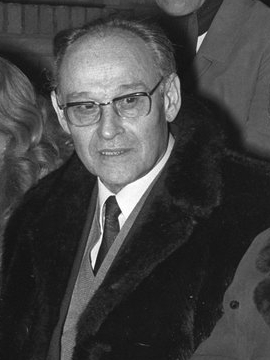
Alexandru Schwartz, allenatore all'Eintracht Francoforte negli anni sessanta.

La stagione 1963-1964 segna la nascita della Bundesliga. L'Eintracht è una delle sedici formazioni che prende parte al nuovo campionato e nella prima edizione si classifica terzo, ottenendo il suo miglior risultato di sempre; nella stessa stagione arriva a disputare la finale della coppa nazionale, dove è sconfitto dal Monaco 1860.
Nelle stagioni successive i francofortesi alla Coppa delle Fiere, ottenendo in questa competizione un risultato di tutto rispetto: il raggiungimento delle semifinali nell'edizione 1966-1967, dove sono sconfitti dai futuri vincitori della Dinamo Zagabria. Solo quattro anni più tardi, però, al termine del campionato 1970-1971, la squadra si classifica quindicesima, a un solo punto dalla zona retrocessione. Tuttavia già l'anno seguente l'Eintracht si piazza al quinto posto, garantendosi in questo modo la partecipazione alla Coppa UEFA 1972-1973, dove affronta subito la squadra che sarà poi campione, il Liverpool, da cui viene eliminato.
Il primo trofeo nazionale, la coppa, la squadra di Francoforte lo vince nella stagione 1973-1974 battendo l'Amburgo per 3-1 ai tempi supplementari; in estate anche Jürgen Grabowski e Bernd Hölzenbein si laureano campioni del mondo con la nazionale tedesca occidentale, mentre i rossoneri si aggiudicano la coppa nazionale anche nell'edizione successiva. Grazie a questo successo la squadra partecipa alla Coppa delle Coppe 1975-1976 e raggiunge un'altra volta le semifinali in una manifestazione europea: viene qui eliminata dal West Ham.
L'Eintracht vince un trofeo continentale nella stagione 1979-1980, quando, allenato da Friedel Rausch, mette in bacheca la Coppa UEFA; tra i giocatori c'è anche Karl-Heinz Körbel, il giocatore con più presenze in Bundesliga. I tedeschi eliminano durante il loro cammino anche il Feyenoord e arrivano poi in semifinale, dove trovano altre tre squadre della Germania Ovest; estromettono dal torneo prima il Bayern, poi sconfiggono nella doppia finale la compagine detentrice del trofeo, il Borussia Mönchengladbach, imponendosi grazie alla regola dei gol fuori casa (sconfitta per 3-2 in trasferta e vittoria per 1-0 in casa).
Nella stagione 1980-1981 l'Eintracht vince per la terza volta la coppa nazionale e l'anno successivo viene eliminato ai quarti della Coppa delle Coppe 1981-1982 dal Tottenham. In Bundesliga, però, negli anni a seguire la squadra si trova spesso nella parte inferiore della graduatoria, tanto che nella stagione 1983-1984 si vede costretta a disputare lo spareggio promozione-retrocessione contro il Duisburg per evitare la caduta in seconda serie. L'Eintracht sconfigge i rivali per 6-1 nel doppio confronto, ma un'analoga situazione si verifica nella stagione 1988-1989: questa volta ad essere sconfitto è il Saarbrücken. Nel 1989 i rossoneri, con la vittoria della quarta coppa nazionale dell'anno precedente, si qualificano alla Coppa delle Coppe, dove raggiungono i quarti di finale e vengono eliminati dai campioni in carica del Mechelen.

## Anni novanta
Gli anni novanta si aprono con il terzo posto ottenuto nel campionato 1989-1990, con Jørn Andersen capocannoniere; nell'estate seguente Uwe Bein diventa campione del mondo con la nazionale tedesca occidentale. In seguito la squadra francofortese centrerà altri due terzi posti, nel 1991-1992, a soli due punti dai campioni dello Stoccarda, e nel 1992-1993. Sempre in questo periodo i tedeschi raggiungono per due volte i quarti di finale in Coppa UEFA, nella stagione 1993-1994 e in quella successiva; curiosamente vengono eliminati in entrambi i casi dalla squadra che sarà vicecampione, rispettivamente il Casino Salisburgo e la Juventus, ma riescono ad eliminare il Napoli.
Dopo gli eventi turbolenti della stagione 1994-1995, tra cui la sospensione dei giocatori Jay-Jay Okocha, Anthony Yeboah e Maurizio Gaudino voluta dal tecnico Jupp Heynckes, la stagione 1995-1996 inizia con l'allenatore Charly Körbel, che aveva sostituito Heynckes già nell'aprile 1995. Le aspettative riposte sulla squadra sono grandi, vista la campagna di rafforzamento che ha previsto gli arrivi di Markus Schupp, Johnny Ekström e il rientrante Maurizio Gaudino. Prima dell'inizio del campionato la squadra perde i quarti di finale della Coppa Intertoto contro il Bordeaux di Bixente Lizarazu e Zinédine Zidane (3-0). Il primo turno della Coppa di Germania vede una vittoria di misura (2-1) contro il Saarbrücken e dopo la quinta giornata di campionato l'Eintracht è secondo in Bundesliga, per poi scivolare al quinto posto. La discesa prosegue malgrado l'arrivo, nel settembre 1995, dell'attaccante Ivica Mornar dall'Hajduk Spalato. L'eliminazione dalla coppa nazionale giunge già al secondo turno contro il Monaco 1860 in malo modo (1-5), mentre nelle successive cinque partite di campionato l'Eintracht ottiene un solo punto e scivola al sedicesimo e terzultimo posto della graduatoria, ma vincendo per 4-1 contro il quotato Bayern Monaco il Francoforte sembra porsi alle spalle la crisi. Rinforzata in parte la difesa con l'arrivo, a dicembre, di Ned Zelić dal QPR, l'Eintracht risale al decimo posto, ma una nuova crisi è alle porte: dalla diciottesima alla ventinovesima giornata arriva una sola vittoria e dopo la sconfitta casalinga contro il Borussia M'gladbach il tecnico Charly Körbel è rimpiazzato da Dragoslav Stepanović, che non riesce, tuttavia, ad invertire la rotta. La stagione si conclude a quota 32 punti, con il diciassettesimo e penultimo posto e la prima retrocessione della storia del club. Ad accompagnare l'Eintracht in Zweite Bundesliga c'è anche il Kaiserslautern, un'altra delle squadre che fino a quel momento aveva sempre militato in Bundesliga. Il declino sportivo si accompagna a quello amministrativo: i soci ritirano la fiducia al presidente Matthias Ohm e poco dopo si dimette anche il tesoriere Erbs. In estate il portiere dell'Eintracht Andreas Köpke vincerà da titolare il campionato d'Europa 1996 con la nazionale tedesca.
La prima stagione in Zweite Bundesliga è deludente per l'Eintracht, che alla fine del girone d'andata si ritrova financo in zona retrocessione, al quindicesimo posto, mentre in Coppa di Germania è eliminato già al secondo turno dai rivali di campionato del Meppen. La panchina passa da Dragoslav Stepanović a Horst Ehrmantraut, che riesce a risollevare la squadra nel girone di ritorno, risalendo sino al settimo posto finale. Nel 1997-1998 l'Eintracht riguadagna la massima serie vincendo il campionato di seconda divisione con tre punti di vantaggio sul Friburgo, subendo solo 4 sconfitte in 34 giornate.
Tornato in massima divisione per la stagione 1998-1999, l'Eintracht vive un'annata travagliata. Dopo il licenziamento Ehrmantraut, a dicembre prende le redini della squadra Bernhard Lippert, che è sostituito da Reinhold Fanz, avvicendato a sua volta da Jörg Berger. La compagine del Meno si ritrova all'ultima giornata a non essere ancora matematicamente salva, ma poi la vittoria per 5-1 sui campioni uscenti del Kaiserslautern e la contemporanea sconfitta interna del Norimberga fanno sì che a retrocedere sia proprio quest'ultima squadra a causa degli scontri diretti sfavorevoli. Decisivo è per l'Eintracht il gol all'89º minuto del norvegese Jan Åge Fjørtoft. Nel marzo 1999 il club celebra il proprio centenario dandosi un nuovo stemma: la tradizionale aquila rossa torna, in veste leggermente modificata, dopo diciannove anni (dal 1980 il sodalizio utilizzava come logo un'aquila stilizzata in bianco e nero).

## Anni duemila

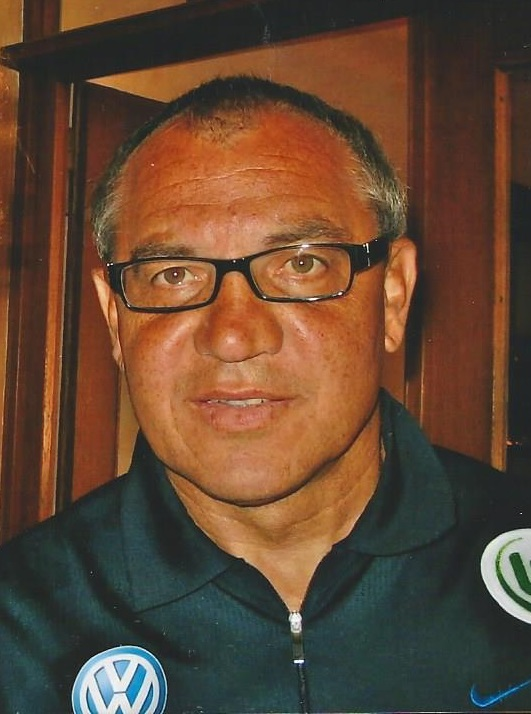
Felix Magath, alla guida dell'Eintracht dal dicembre 1999 al gennaio 2001.

Nel 1999-2000 il club viene penalizzato di due punti dalla federcalcio tedesca per violazioni finanziarie, ma, dopo il cambio di allenatore da Jörg Berger a Felix Magath (nominato tecnico il 27 dicembre 1999), si salva grazie alla vittoria in extremis per 2-1 sulla diretta concorrente Ulma all'ultima giornata, riuscendo a chiudere con quattro punti di vantaggio sulla zona retrocessione e come terza squadra per rendimento nel girone di ritorno. La nuova retrocessione arriva, tuttavia, al termine della Bundesliga 2000-2001. Nonostante un inizio positivo nelle prime cinque giornate, la squadra subisce sei sconfitte consecutive che conducono al licenziamento dell'allenatore Felix Magath il 29 gennaio 2001. In panchina subentra il direttore sportivo Rolf Dohmen, che guida la compagine del Meno in dieci partite, fino alla nomina di Friedel Rausch, che non riesce a scongiurare la caduta in seconda serie.
La stagione 2001-2002 si conclude per l'Eintracht con il settimo posto in seconda serie, ma alla fine del torneo emerge nel bilancio del club un buco di 8 milioni di euro e la squadra rischia l'esclusione dal successivo campionato di seconda divisione. Il 17 luglio 2002 la Corte d'appello federale respinge il ricorso presentato dall'Unterhaching, che, retrocesso in terza serie sul campo, ha presentato domanda di riammissione in seconda serie al posto dell'Eintracht, di cui ha chiesto la retrocessione d'ufficio per un errore nei documenti di licenza. L'Eintracht rimane così in seconda serie.
La stagione 2002-2003 si apre con l'ascesa alla presidenza di Volker Sparmann, che passa dal consiglio di sorveglianza al consiglio di amministrazione. L'Eintracht allenato da Willi Reimann riesce a tornare in Bundesliga non senza patemi: dopo essere stata ai vertici della classifica per quasi tutta l'annata, alla trentunesima giornata, a causa della sconfitta sul campo del Magonza, la squadra scivola al quinto posto, ma ottiene comunque la promozione all'ultima giornata con due gol segnati a tempo scaduto nella partita vinta per 6-3 contro il Reutlingen, risultato che consente all'Eintracht di agguandare il terzo posto finale. In Coppa di Germania la compagine di Francoforte elimina il Rot-Weiß Erfurt, ma esce al secondo turno contro l'Hansa Rostock.
Nella stagione 2003-2004 di Bundesliga l'Eintracht Francoforte si batte per non retrocedere, ma invano. Uscita dalla Coppa di Germania contro il Duisburg al secondo turno (dopo aver eliminato il Kickers Offenbach), nel girone di ritorno di campionato vince solo tre volte. Peter Schuster è rimpiazzato da Heiko Beeck nel ruolo di amministratore delegato, prima dell'insediamento, nel dicembre 2003, di Heribert Bruchhagen. Nella finestra invernale di calciomercato la squadra si rinforza e ottiene tre vittorie e due pareggi all'inizio del girone di ritorno, ma tutto sarà inutile. Il 20 marzo 2004, a causa delle vibranti proteste contro il quarto uomo Thorsten Schriever nella partita persa per 0-2 contro il Borussia Dortmund, l'allenatore Willi Reimann è punito con una squalifica di cinque partite e un'ammenda di 25.000 euro. Nella seconda metà del girone di ritorno l'Eintracht vive una crisi di risultati culminata nel sedicesimo posto finale, che vuol dire terza retrocessione della storia in seconda serie.
Nell'estate del 2004 assume la guida tecnica dell'Eintracht Friedhelm Funkel, che imposta l'organico su un nugolo di giovani arrivati in prestito. Dopo una brutta partenza in Zweite Bundesliga (quattordicesimo posto dopo undici giornate), la squadra risale fino a ritrovarsi quinta prima della pausa invernale e nel girone di ritorno risulta la squadra che ha guadagnato più punti. Alla 34ª giornata arriva la promozione in massima serie, grazie ad una vittoria per 3-0 contro il Wacker Burghausen. In Coppa di Germania la squadra elimina Rot-Weiß Erfurt e Greuther Fürth, per poi perdere per 0-2 contro lo Schalke 04, futuro finalista di coppa.
Nella stagione 2005-2006 di Bundesliga il neopromosso Eintracht disputa un girone d'andata fruttuoso, concluso al decimo posto con 21 punti. Malgrado una seconda parte di stagione in affanno (seconda peggiore squadra del girone di ritorno), la squadra del Meno riesce a ottenere la salvezza alla 33ª e penultima giornata, per poi chiudere il campionato al quattordicesimo posto, con 36 punti. Molto positivo è il percorso nella coppa nazionale, nella quale l'Eintracht raggiunge persino la finale eliminando RW Oberhausen (2-1), Schalke 04 (6-0), Norimberga (5-2), Monaco 1860 (3-1) e Arminia Bielefeld (1-0). In finale, il 29 aprile 2006, è sconfitto per 1-0 dal Bayern Monaco, che vince anche il campionato, liberando così un posto nelle coppe europee per la finalista di DFB-Pokal, l'Eintracht, che pertanto si qualifica per la Coppa UEFA per la prima volta dal 1994.
Nella stagione 2006-2007 l'Eintracht torna dunque a giocare in Coppa UEFA, dove, superato il Brøndby nel preliminare, arriva alla fase a gruppi. Con una sconfitta interna contro il Palermo (1-2) e tre pareggi contro Celta Vigo (1-1 esterno), Newcastle Utd (0-0 interno) e Fenerbahçe (2-2 esterno) in quattro partite, è eliminato a causa dell'ultimo posto nel girone. In Coppa di Germania raggiunge la semifinale, dove è eliminato dal Norimberga, mentre in campionato ottiene la salvezza. Inizia con una vittoria e sette pareggi nelle prime otto partite di Bundesliga e alla fine del girone di andata si ritrova decimo con 20 punti, proprio come l'anno precedente. La seconda parte della stagione, segnata da punti persi a causa di molti gol subiti negli ultimi minuti, inizia con sei partite senza vittorie e la caduta in zona retrocessione. L'esonero di Funkel sembra dare la svolta alla stagione: con le vittorie contro Alemannia Aquisgrana (4-0) e Werder Brema (2-1) alla terzultima e alla penultima giornata, la squadra si salva. Il piazzamento finale è il quattordicesimo posto con 40 punti, equamente bilanciati tra quelli ottenuti in casa (20) e in trasferta (20).
Nella stagione 2007-2008 l'Eintracht fa registrare il miglior piazzamento degli ultimi tredici anni, il nono posto, che era stato ottenuto l'ultima volta nella stagione 1994-1995. In Coppa di Germania elimina l'Union Berlino (4-1), ma esce al secondo turno contro il Borussia Dortmund poi finalista (1-2). Il campionato comincia bene, con quattro vittorie e due sconfitte nelle prime nove partite. Dopo la pesante sconfitta sul campo del Norimberga (5-1) inanella una serie di sette risultati utili consecutivi. Concluso il girone d'andata al nono posto con 23 punti, nella pausa invernale ingaggia Caio e Martin Fenin rispettivamente per 4 e 3,5 milioni di euro, stabilendo due dei tre acquisti più costosi nella storia del club. Nelle prime nove partite del girone di ritorno ottiene 19 punti, arrivando alla 26ª giornata in settima posizione, a tre punti dalla zona Champions. Nelle restanti otto partite, tuttavia, ottiene solo quattro punti, chiudendo la stagione in nona posizione, la migliore dal 1994-1995, con 46 punti, di cui 28 in casa e 18 in trasferta.
Nella stagione 2008-2009 l'obiettivo stagionale è ottenere più dei 46 punti dell'anno precedente, ma non è raggiunto. In Coppa di Germania perde in casa per 1-2 contro l'Hansa Rostock ed è eliminato al secondo turno. Il campionato inizia con sette partite consecutive senza vittorie, il che provoca aspre critiche all'indirizzo di Friedhelm Funkel da parte dei tifosi. Con tre vittorie nelle successive quattro partite l'Eintracht raggiunge nuovamente la metà della classifica e chiude il girone d'andata con 19 punti, al dodicesimo posto. Nel girone di ritorno l'Eintracht delude di frequente, facendo registrare solo tre vittorie. Si tratta del peggiore girone di ritorno di tutti i club della Bundesliga, con soli 14 punti ottenuti. Malgrado la conquista della salvezza, l'Eintracht annuncia la separazione da Funkel già prima della fine della stagione, alla vigilia dell'ultima giornata. La stagione è chiusa al tredicesimo posto, con 33 punti. Nonostante le prestazioni deludenti, si tratta del secondo miglior piazzamento dell'Eintracht dal 1994-1995.

## Anni duemiladieci

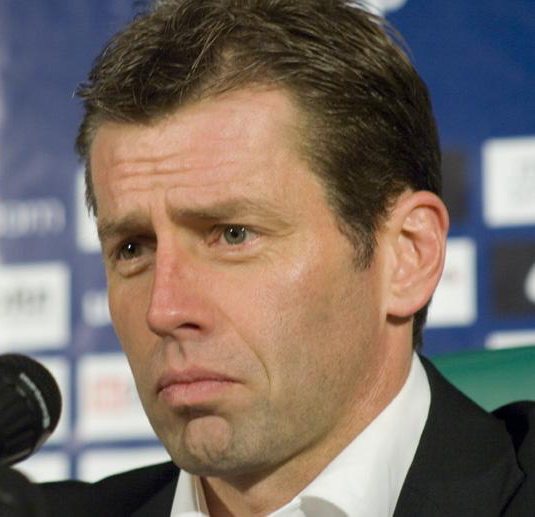
Michael Skibbe, allenatore dell'Eintracht dal giugno 2009 al marzo 2011.

Il 5 giugno 2009 è nominato allenatore Michael Skibbe. In Coppa di Germania, dopo le vittorie contro i rivali locali del Kickers Offenbach e dell'Alemannia Aquisgrana, nel secondo turno la squadra esce di scena contro il Bayern Monaco (0-4). In campionato la partenza è buona, con l'imbattibilità estesa alle prime sette giornate. Il girone d'andata si conclude con 24 punti e il decimo posto, per il miglior girone d'andata dal 1993-1994. Anche nella seconda parte della stagione la squadra ha successo e battaglia per un piazzamento utile per la qualificazione alle coppe europee. Un calo accusato prima della fine della stagione (solo due punti nelle ultime cinque partite), provoca tuttavia lo scivolamento al decimo posto finale. Prima della pausa invernale del campionato la squadra era decima con 46 punti.
La retrocessione in seconda serie arriva nuovamente al termine della stagione 2010-2011. L'inizio di stagione è negativo, con soli tre punti nelle prime cinque giornate e lo scivolamento in piena zona retrocessione, ma l'Eintracht disputerà uno dei migliori gironi di andata nella storia del club, concluso al settimo posto con 26 punti, sulla spinta dei gol del neoacquisto greco Theofanīs Gekas (saranno 14 in stagione). Nel girone di andata i rossoneri riescono anche a sconfiggere per 1-0 i futuri campioni del Borussia Dortmund alla diciassettesima giornata, la squadra inizia il girone di ritorno con otto partite consecutive senza riuscire a segnare, per un totale di dieci partite di fila senza vittorie. Da qui alla fine del campionato l'Eintracht vince una sola partita, quella con il St. Pauli, che sarà anch'esso retrocesso. A nulla serve l'esonero di Skibbe, avvenuto il 22 marzo 2011. Il successore Christoph Daum non è in grado di salvare l'Eintracht, che stabilisce un nuovo record negativo, con soli 8 punti ottenuti nel girone di ritorno.
Il 16 maggio 2011 Daum si dimette dalla guida tecnica del club, che il 31 maggio passa nelle mani di Armin Veh. Sotto la sua guida la squadra torna immediatamente in Bundesliga, vincendo il campionato di Zweite Bundesliga 2011-2012 con largo anticipo, il 23 aprile 2012, battendo per 3-0 l'Alemannia Aquisgrana. Alex Meier è capocannoniere del torneo con 17 gol insieme a Olivier Occéan del Greuther Fürth e Nick Proschwitz del Paderborn.
L'Eintracht disputa il campionato 2012-2013 di Bundesliga ad alti livelli e, dopo aver occupato a lungo il quarto posto valevole per l'accesso ai preliminari di Champions League, chiude il campionato al sesto posto, qualificandosi così ai play-off dell'Europa League 2013-2014. Nel 2013-2014 l'Eintracht si qualifica alla fase gruppi di Europa League, che conclude al primo posto del proprio raggruppamento. Ai sedicesimi di finale è eliminato dal Porto: a Porto l'incontro finisce 2-2, ma il 3-3 a Francoforte sul Meno premia i portoghesi, che avanzano grazie alla regola dei gol fuori casa. Il campionato è chiuso al tredicesimo posto.
Dopo il nono posto dell'anno seguente, nella stagione 2015-2016 l'Eintracht chiude, con il subentrato tecnico Niko Kovač, il campionato al terzultimo posto, ma riesce a ottenere la salvezza dopo aver vinto lo spareggio promozione-retrocessione contro il Norimberga. Nella stagione successiva i rossoneri chiudono in undicesima posizione e riescono a raggiungere la finale della Coppa di Germania, ma vengono battuti dal Borussia Dortmund. 

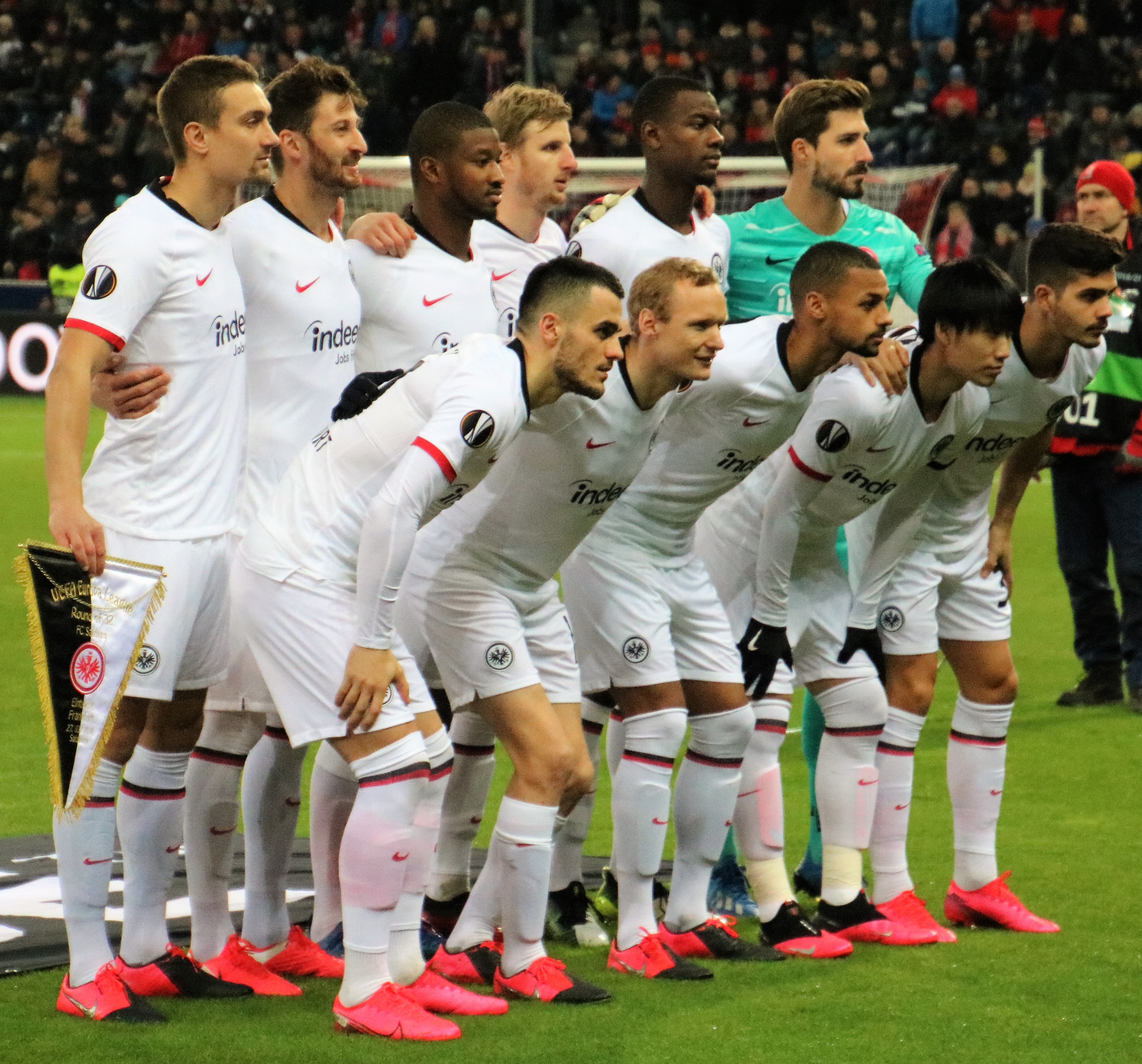
L'Eintracht Francoforte prima della partita di Europa League contro il del 28 febbraio 2020

Nella stagione 2017-2018 l'Eintracht chiude il campionato all'ottavo posto, ma riesce ad aggiudicarsi la quinta coppa nazionale della sua storia, la prima dopo trent'anni, grazie alla vittoria per 3-1 in finale contro il favorito Bayern Monaco, assicurandosi così un posto in Europa League per l'anno successivo.
L'annata 2018-2019, la prima dell'allenatore austriaco Adi Hütter, si apre con la sconfitta (5-0) contro il Bayern Monaco nella gara che assegna la Supercoppa di Germania. Il cammino in Europa League dell'Eintracht prosegue invece molto bene: la squadra conclude il proprio girone al primo posto a punteggio pieno (unico club della competizione a riuscirvi assieme al Salisburgo) ed elimina lo Šachtar ai sedicesimi dì finale, l'Inter agli ottavi e il Benfica ai quarti, per poi arrendersi in semifinale contro il Chelsea solo ai tiri di rigore (dopo due pareggi). In campionato l'Eintracht si piazza al settimo posto.

## Anni duemilaventi
Più complicata è la stagione 2019-2020, nella quale la squadra, a causa del nono posto finale, non riesce a centrare la qualificazione alle coppe europee e viene eliminata agli ottavi di finale dell'Europa League (giocata nel mese di agosto e a porte chiuse a seguito della sospensione di tutte le competizioni UEFA per evitare l'espansione della pandemia di COVID-19) dal Basilea, che si impone in entrambi i match (3-0 all'andata e 1-0 al ritorno). Decisamente migliore quella 2020-2021, dove l'Eintracht finisce quinto a un punto dal quarto posto e con gran parte del girone di ritorno in zona Champions.
L'annata 2021-2022 vede la squadra, allenata dall'austriaco Oliver Glasner, terminare all'undicesimo posto il campionato e tornare al successo europeo. Il 18 maggio 2022, allo stadio Ramón Sánchez-Pizjuán di Siviglia, i tedeschi si aggiudicano l'Europa League grazie alla vittoria ai tiri di rigore contro il Rangers, tornando a vincere la competizione dopo quarantadue anni e a qualificarsi per la UEFA Champions League dopo sessantadue anni. Nell'estate del 2022 la squadra manca la vittoria della Supercoppa europea, venendo sconfitta per 2-0 a Helsinki dal Real Madrid di Carlo Ancelotti. La Bundesliga viene chiusa dal 7º posto che vale la qualificazione alla UEFA Europa Conference League, in dubbio fino al 3 giugno 2023, giorno della finale di DFB Pokal, persa 2-0 contro il RB Lipsia. In Champions League superano il girone composto da Tottenham, Sporting Lisbona e Olympique Marsiglia, per poi infrangersi agli ottavi contro il Napoli per un totale di 5-0.